# Марсіо Роса
Марсіо Саломоу Бразау Роса або просто Марсіо Роса (порт. Márcio Salomão Brazão Rosa; нар. 23 лютого 1997, Прая, Кабо-Верде) — кабовердійський футболіст, воротар португальського клубу «Монталеґре».

## Клубна кар'єра
Футболом розпочав займатися у 8-річному віці в Інтегральній школі підготовки з футболу на Кабо-Верде. Потім на батьківщині виступав за юнацьку команду «Кумунідаде». У 2014 році виїхав до Португалії, де спочатку виступав за юнацькі та молодіжні команди «Реал Массама» та «Шавеш». У 2016 році вирушив в оренду до «Монталеґре». У професіональному футболі дебютував 2 жовтня 2016 року в нічийному (0:0) домашньому поєдинку 5-го туру чемпіонату Португалії (четвертий дивізіон) проти «Педраш-Сальгадаш». Маріо вийшов на поле в стартовому складі та відіграв увесь матч. У сезоні 2016/17 років провів 25 поєдинків у чемпіонаті Португалії. На початку липня 2017 року повернувся в «Шавеш», але за першу команду так і не зіграв жодного офіційного поєдинку. У січні 2018 року підписав повноцінний контракт з «Монталеґре», але грав дуже рідко.
На початку серпня 2019 року підсилив «Кову де Пієдада», але до сезону 2019/20 років на поле в офіційних матчах за нову команду не виступав. У сезоні 2020/21 років провів лише 1 поєдинок у Сегунда-Лізі. На початку липня 2021 року повернувся в «Монталеґре».

## Кар'єра в збірній
У травні 2018 року отримав свій перший виклик до національної збірної Кабо-Верде на два товариські матчі. У футболці національної збірної Кабо-Верде дебютував 3 червня 2018 року в переможному (4:3, 0:0 - в основний час) поєдинку проти Андорри. 13 листопада 2021 року, три роки після останнього виходу на поле в футболкі національної команди, вийшов на поле в стартовому складі в переможному (2:1) матчі кваліфікації до чемпіонату світу 2022 проти Центральноафриканської Республіки. Згодом отримав виклик на Кубок африканських націй 2021 року.

## Статистика виступів

### У збірній
| Дата       | Місто   | Господарі  | Результат | Гості                            | Турнір                                    | Голи | Примітки |
| ---------- | ------- | ---------- | --------- | -------------------------------- | ----------------------------------------- | ---- | -------- |
| 3-8-2018   | Алмада  | Андорра    | 0 – 0     | Кабо-Верде                       | товариський матч                          | -    |          |
| 13-11-2021 | Мінделу | Кабо-Верде | 2 – 1     | Центральноафриканська Республіка | Відбір до ЧС 2022                         | -    |          |
| 9-1-2022   | Яунде   | Ефіопія    | 0 – 1     | Кабо-Верде                       | Кубок африканських націй 2021 - 1-й раунд | -    |          |
| Усього     |         | Матчів     | 3         |                                  | Голів                                     | 0    |          |